# 胡安費利佩伊瓦拉縣

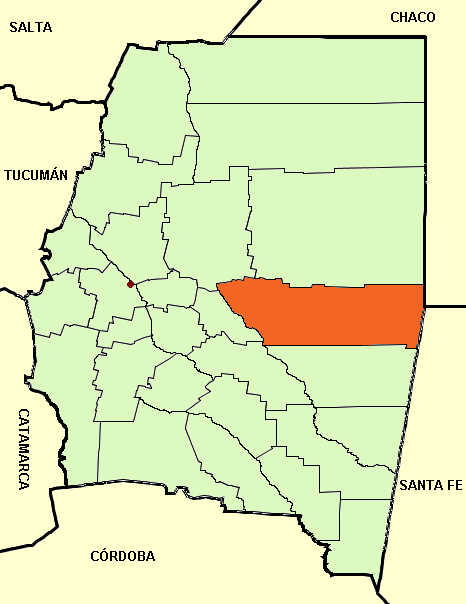

27°56′8″S 63°25′45″W / 27.93556°S 63.42917°W
胡安費利佩伊瓦拉縣（西班牙語：Departamento Juan Felipe Ibarra），是阿根廷的縣份，位於該國北部聖地亞哥-德爾埃斯特羅省，首府設於孫喬科拉爾，該地區的地震活動頻繁和低強度，2001年人口6,087。